# Mr. Credo
Алекса́ндр Вале́рьевич Махо́нин (известный под псевдонимом Mr. Credo, род. 22 ноября 1972, Чудновский район, Украинская ССР) — российский певец, поэт, композитор, музыкальный продюсер. Сценический образ: аравийская куфия и чёрные очки.

## Биография
Александр Валерьевич родился 22 ноября 1972 года в Чудновском районе Украинской ССР. В детстве вместе с родителями переехал на Урал — сначала в ЗАТО Косулино-1 (ныне — посёлок Уральский), затем в Свердловск. В 1988 году в Свердловске образовалась рок-группа «Аспект», в которой Александр Махонин выступал в качестве автора песен и вокалиста. Был записан первый магнитоальбом в стиле «рок» (рок-центр «СФИНКС», Свердловск).
В 1990—1991 годы Александр стал курсантом Пермского высшего военного командно-инженерного краснознаменного училища ракетных войск стратегического назначения имени маршала Советского Союза В. И. Чуйкова. В 1993 году создал группу «Кредо» и записал первый магнитоальбом. Тогда же появился псевдоним «Мистер Кредо», взятый от названия духов Credo латвийской фирмы «Дзинтарс». В 1993—1994 годах выступал на различных мероприятиях и концертных площадках, а также принимал участие в фестивале «Самотлорские ночи», проходившем в Нижневартовске. В 1994 году записал первый CD-альбом «Гармония». В 1995 году принимал участие в съёмках «пилотного» выпуска музыкальной передачи «Пилот» на канале НТВ, автором которой выступил А. О. Табаков.
Принимал участие в предвыборной кампании «Голосуй или проиграешь!» Б. Н. Ельцина — 34 города Свердловской области.
В 1996 году группа «Кредо» распалась. Сам Мистер Кредо изменил свой стиль и сценический образ, а в области музыки перешёл от танцевальной лирики к современному «техно-рейву» с элементами «этно» и «востока». В том же году певец участвовал в концерте группы Bad Boys Blue в концертном зале «Космос» (Екатеринбург). В 1997 году вышел альбом Fantasy, снят клип на песню HSH-Bola, вышла программа на видео. В 1998 году — выход альбома «Золотое время», съёмка клипов «Воздушный шар», «Коза Ностра» и «Мама Азия», выход программы на видео. В 2002 году вышел альбом «Чудная долина», снят клип по одноимённой песне, ставшей хитом.
В 2004 году вышел альбом «Нувориш», музыкант переехал из Екатеринбурга в Москву. В 2005 году песня «Медляк», выпущенная в 2002 году, попала в ротацию «Русского радио» и продержалась в хит-параде «Золотого Граммофона» 24 недели. В 2006 году получил премию «Золотой граммофон» в Кремлёвском дворце. В 2008 году вышел альбом «Шоколад».
В качестве бэк-вокалистки с Александром сотрудничает джазовая певица, артистка Уральского государственного театра эстрады Олеся Слукина. В настоящее время Mr. Credo продолжает писать песни, даёт концерты и гастролирует.
Александр любит творчество В. C. Высоцкого, Ю. М. Антонова, Р. Паулса, групп «Альфа», «Круиз», «Metallica», «Depeche Mode», «Dead Can Dance», «Kingdom Come».

## Семья
Сын — Арсений (род. 6 апреля 1995) проживает в Москве. Закончил экономический ВУЗ. Пробует себя в творчестве, в чём Махонин-старший ему помогает.

## Критика
Имя Mr. Credo связано с обвинением в пропаганде наркотиков и психотропных веществ. Речь идёт о композициях «HSH-Bola», «Техномафия», «Ламбада», «Сирота», «Хулигано», «Поро-Шок», «X-Tasy», «Амфетамин». Хотя певец в своих песнях призывает к борьбе с наркотиками, психологи считают, что он, наоборот, провоцировал интерес к этим веществам у слушателей.

Сам певец так отвечал на критику:
Я не пропагандирую и никогда не пропагандировал наркотики. Просто я использую имидж антигероя. Вы вспомните, какие фильмы люди любят? Про преступников, про убийц, про бандитов. И на чьей стороне зрители? Явно не на стороне закона! Хотя, в принципе, когда закон в конце побеждает, все довольны: вроде бы и зло наказано, и удовольствие от просмотра получено. Да, когда мне было всего 24 года и я издавал свои первые песни, меня пытались привлечь за пропаганду наркотиков по статье. Да, я пел о них, но сам при этом ничего о них не знал, ничего не пробовал, ничего не употреблял. И я благодарен тем своим слушателям, которые понимают, что в моих песнях звучит не реклама, а антиреклама запрещённых препаратов. Я призываю к борьбе с наркотиками!
В дальнейшем Mr. Credo говорил, что из-за песен на подобные темы в прессе стали появляться «утки» о том, что певец якобы умер от передозировки.

## Дискография

### Альбомы
- 1989 — «Аспект» (в составе группы «Аспект»)
- 1995 — «Гармония» (в составе группы «Кредо»)
- 1996 — «HSH-Bola»
- 1997 — «Fantasy»
- 1998 — «Золотое время»
- 2002 — «Чудная долина», в 2006 году переиздан с песней К.Л.Ё.Н.
- 2004 — «Стаи белых лебедей»
- 2004 — «Нувориш»
- 2008 — «Шоколад»

### Сборники
- 2007 — «Все хиты»
- 2008 — «Новая коллекция (Лучшие песни)»
- 2009 — «Лучшее (2 CD)»
- 2010 — «Лето»

### Клипы
- 1997 — HSH-Bola
- 1998 — Cosa Nostra
- 1998 — Воздушный шар
- 1998 — Мама Азия
- 2002 — Чудная долина
- 2012 — Ибица

### Неизданные песни
Часть этих песен была опубликована Александром Махониным на своём личном YouTube-канале в виде видеороликов с промо-картинкой.
- 2007 — Султан
- 2008 — 8 Марта
- 2008 — Кайфовать
- 2010 — Лето
- 2011 — Единственная боль
- 2011 — Синяя Яма
- 2011 — Юрмала!
- 2011 — Белый танец
- 2011 — Сhicka — PickUp
- 2012 — Мы больше не пара
- 2012 — Ибица
- 2012 — Владимир Путин — наш Президент
- 2012 — Тебя я помню
- 2013 — Талибан
- 2014 — Дедушка Хасан
- 2015 — После Майдана
- 2015 — О боже, какая женщина
- 2015 — Крым — Родная гавань
- 2016 — Город Грозный
- 2016 — Священный месяц Рамадан
- 2016 — Бродяга
- 2016 — Шакро Курд
- 2017 — Вася Бриллиант
- 2018 — Саша Север
- 2018 — Чуйская долина
- 2018 — Чуйская долина (Vocal Up Version)
- 2018 — Ахмат Хаджи
- 2020 — Квентин Карантино
- 2025 — Пустяк